# Руський Лебляк
Руський Лебля́к (рос. Русский Лебляк, марій. Руш Лебляк) — присілок у складі Параньгинського району Марій Ел, Росія. Входить до складу Ільпанурського сільського поселення.

## Населення
Населення — 25 осіб (2010; 35 у 2002).
Національний склад (станом на 2002 рік):
- росіяни — 60 %
- марі — 40 %